# 松久村
松久村（まつひさむら）は埼玉県の北西部、児玉郡に属していた村。当初は那珂郡所属であった。

## 地理
- 河川：小山川、志戸川

## 歴史
- 1889年（明治22年）4月1日 町村制施行により、木部村、駒衣村、古郡村、中里村、広木村、甘粕村が合併し那珂郡松久村が成立する[1]。旧村は松久村の大字となる。村名は江戸期より呼ばれていた地域名の松久荘に因む。
- 1896年（明治29年）3月29日 那珂郡が賀美郡とともに児玉郡へ編入される。
- 1954年（昭和29年）10月1日 東児玉村、大沢村と合併し美里村を新設する[2][3]。各大字は美里村へ継承された。

## 交通

### 鉄道
- 日本国有鉄道（現：東日本旅客鉄道）
  - 八高線：松久駅